# جوان، مستعد و سیاه بودن
«جوان، با استعداد و سیاه بودن» (انگلیسی: To Be Young, Gifted and Black) ترانه‌ای‌ست از نینا سیمون. متن ترانه را ولدون ایروین سروده‌است. این ترانه نخستین بار در سال ۱۹۶۹ ضبط و منتشر شد و در آلبوم ۱۹۷۰ سیمون به نام طلای سیاه نیز گنجانده شد.«جوان با استعداد و سیاه بودن»، مانند «میسیسیپی لعنتی»، از سرودهای جنبش حقوق مدنی سیاهپوستان آمریکا به‌شمار می‌رود. این ترانه که ابتدا به صورت تک‌آهنگ منتشر شد، در جایگاه هشتم جدول آر اند بی و رده ۷۶م ۱۰۰ آهنگ داغ بیلبورد قرار گرفت. عنوان و خط آغازین ترانه از نمایشنامه زندگی‌نامه‌ای لورن هنزبری به نام جوان، با استعداد و سیاه بودن گرفته شده‌است.

## زمینه
«جوان، با استعداد و سیاه بودن» به یاد دوست از دست رفته سیمون، لورن هنزبری، نویسنده نمایشنامه مویزی در آفتاب، که در سال ۱۹۶۵ در سن ۳۲ سالگی درگذشت، نوشته شد. هنزبری نخستین زن سیاه‌پوستی بود که نمایشنامه‌اش در برادوی به روی صحنه رفت.  سیمون از ایروین خواست «ترانه‌ای بنویسد که بچه‌های سیاه تمام دنیا، تا ابد، حس خوبی نسبت به خودشان داشته باشند.» 

## سبک
سبک نینا سیمون در این ترانه بیشتر به سبک آراندبی اواخر دهه ۶۰ و گاسپل نزدیک است تا جاز یا فولکلور. سازبندی آن نیز مجموعه‌ای از سازهای بادی برنجی (هورن‌ها)، گیتار بیس، ارگ، درام و پیانو (که خود سیمون می‌نوازد) را شامل می‌شود. آواز سیمون، با گروه همسرایان همراهی می‌شود. 

## بازخوانی‌ها
بازخوانی‌های قابل توجه این ترانه عبارتند از::
- دانی هاتاوی (در آلبوم همه چیز همه چیز است، ۱۹۷۰)
- آرتا فرانکلین (در آلبوم جوان، با استعداد و سیاه، ۱۹۷۲)
- باب و مارسیا (که بازخوانی ۱۹۷۰ آنها از این ترانه، در جدول تک‌آهنگ‌های بریتانیا در رتبه پنجم و در جدول تک‌آهنگ‌های ایرلند در رتبه ۱۵ قرار گرفت)
- گروه سه نفره جامائیکایی د هپتونز که در سبک راک استدی/ رگی فعالیت می‌کرد این ترانه را در سال ۱۹۷۰ بازخوانی کرد. این اجرا از سوی استودیو وان (استودیوی متعلق به کاکسون داد) منتشر شد.
- التون جان پیش از آن که به عنوان خواننده سولو موفقیتی به دست بیاورد، در سال ۱۹۷۰ این ترانه را بازخوانی کرد. این بازخوانی بنا بود در سبک و سیاق ترانه اصلی و با بودجه اندک تولید شود. در سال ۱۹۹۴، در آلبوم گردآوری‌شده بازخوانی به سبک التون جان بار دیگر منتشر شد.
- خواننده آمریکایی، میشل اندیگیوچلو در آلبوم برای یک روح متعالی: پیشکش به نینا سیمون (۲۰۱۲) این ترانه را بازخوانی کرد.

## در دیگر رسانه‌ها
- سیمون در سریال سسمی استریت (تولید شده در شبکه تلویزیونی پی‌بی‌اس در ۱۸ فوریه ۱۹۷۲ این ترانه را در جمع گروهی از کودکان اجرا کرد.